# Babylon Sad
Babylon Sad byla švýcarská death/doommetalová kapela založená v roce 1991 ve městě Curych baskytaristou Reto Wilhelmem „Tschösi“ Kühnem a kytaristou Danielem Raessem, kteří předtím působili v thrash/deathmetalové skupině Messiah.
Debutové a zároveň jediné studiové album s názvem Kyrie vyšlo v roce 1992 vlastním nákladem. O rok později bylo znovuvydáno na CD a audiokazetách se dvěma bonusovými skladbami a odlišným obalem německým hudebním vydavatelstvím Massacre Records. V roce 2019 vyšlo u Cosmic Key Creations na 12" vinylu v limitované edici.
Kapela se rozpadla v roce 1993.

## Diskografie
Dema
- Promo Tape 1992 (1992)

Studiová alba
- Kyrie (1992)